# Joan Clos
Joan Clos i Matheu (ur. 29 czerwca 1949 w Parets del Vallès) – hiszpański i kataloński polityk, lekarz, dyplomata oraz samorządowiec, działacz Partii Socjalistów Katalonii (PSC), w latach 1997–2006 alkad Barcelony, od 2006 do 2008 minister przemysłu.

## Życiorys
Ukończył studia medyczne na Uniwersytecie Autonomicznym w Barcelonie. Specjalizował się w zakresie zdrowia publicznego i epidemiologii na Uniwersytecie Edynburskim. Pracował jako lekarz w Szpitalu św. Pawła w Barcelonie, a także w centrum zajmującym się programami zdrowotnymi (CAPS). Był przewodniczącym hiszpaskiego towarzystwa epidemiologicznego.
Dołączył do Partii Socjalistów Katalonii, regionalnego oddziału Hiszpańskiej Socjalistycznej Partii Robotniczej (PSOE). W 1979 powierzono mu kierowanie dyrekcją służby zdrowia w administracji miejskiej Barcelony. W 1983 po raz pierwszy wybrany na radnego miejskiego w Barcelonie, odpowiadał za zdrowie publiczne. W 1991 powołany na zastępcę alkada do spraw organizacyjnych, gospodarki i finansów.
W 1997 zastąpił Pasquala Maragalla na urzędzie burmistrza, reelekcję uzyskiwał w 1999 i 2003. Stanowisko to zajmował do września 2006. Został wówczas ministrem przemysłu w rządzie José Luisa Rodrígueza Zapatero. Funkcję tę pełnił do kwietnia 2008. W tym samym roku został ambasadorem Hiszpanii w Turcji, w 2009 dodatkowo akredytowano go w Azerbejdżanie. W 2010 objął stanowisko podsekretarza generalnego ONZ i dyrektora wykonawczego UN-Habitat, zarządzał tą agendą do 2018.